# Sphaerophoria longipilosa
Sphaerophoria longipilosa är en tvåvingeart som beskrevs av Knutson 1972. Sphaerophoria longipilosa ingår i släktet sländblomflugor, och familjen blomflugor. Inga underarter finns listade i Catalogue of Life.